# Papyrus 91
Papyrus 91 (in de nummering van Gregory-Aland), of {\displaystyle {\mathfrak {P}}}91, is een handschrift op papyrus van Handelingen 2:30-37; 2:46-3:2. Op grond van schrifttype wordt het gedateerd in het midden van de 3e eeuw.
De Griekse tekst van deze codex is een vertegenwoordiger van de Alexandrijnse tekst. De Amerikaanse nieuwtestamenticus Philip W. Comfort beschreef het als proto-Alexandrijns, hoewel er te weinig van bewaard is gebleven om daar zeker van te zijn. Het is nog niet ingedeeld in een categorie van Aland.
Het grootste gedeelte van Papyrus 91, wordt bewaard in het Instituto di Papyrologia (P. Mil. Vofl. Inv. 1224) van de Universiteit van Milaan. Het kleinste deel wordt bewaard door de Ancient History Documentary Research Centre van de Macquarie University (Inv. 360) in Sydney.

## Voetnoten
- Dit artikel of een eerdere versie ervan is een (gedeeltelijke) vertaling van het artikel Papyrus 91 op de Engelstalige Wikipedia, dat onder de licentie Creative Commons Naamsvermelding/Gelijk delen valt. Zie de bewerkingsgeschiedenis aldaar.

1. 1 2  Philip W. Comfort, Encountering the Manuscripts. An Introduction to New Testament Paleography & Textual Criticism, Nashville, Tennessee: Broadman & Holman Publishers, 2005, p. 74.
2. ↑  The Ancient History Documentary Research Centre was established within the School of History, Philosophy and Politics in 1981.
3. ↑  Kurt Aland, en Barbara Aland, The Text of the New Testament: An Introduction to the Critical Editions and to the Theory and Practice of Modern Textual Criticism, transl. Erroll F. Rhodes, William B. Eerdmans Publishing Company, Grand Rapids, Michigan, 1995, p. 102.